# KELT-9b
KELT-9b es el exoplaneta gigante de gas más caliente conocido, con una temperatura diurna de entre 4.050 y 4.600 K (la temperatura de la superficie supera los 3790 grados Celsius), lo que lo hace más caliente que las estrellas de tipo M y muchas estrellas de tipo K. Orbita HD 195689 (o KELT-9), una estrella de secuencia principal de tipo B tardía a unos 620 años luz (190 parsecs) de la Tierra.
KELT-9b es un planeta más caliente que la mayoría de las estrellas. Pero su estrella, llamada KELT-9, es aún más caliente: una estrella azul tipo A que probablemente está desentrañando el planeta a través de la evaporación. Se le considera a veces como el planeta infierno o planeta del infierno por sus tan altas temperaturas.

## Detalles
KELT-9b es un gigante gaseoso (Júpiter Caliente) 2.8 veces más masivo que Júpiter, pero solo la mitad de denso. Los científicos esperarían que el planeta tuviera un radio más pequeño, pero la radiación extrema de su estrella anfitriona ha provocado que la atmósfera del planeta se hinche como un globo.
El planeta también es inusual en el sentido de que orbita perpendicularmente al eje de rotación de la estrella. Eso sería análogo al planeta en órbita perpendicular al plano de nuestro sistema solar. Un "año" en este planeta dura menos de dos días.
Debido a que el planeta está bloqueado por mareas a su estrella, como lo está la luna a la Tierra, un lado del planeta siempre está orientado hacia la estrella, y un lado está en perpetua oscuridad. Las moléculas como el agua, el dióxido de carbono y el metano no se pueden formar durante el día porque son bombardeadas por demasiada radiación ultravioleta. Las propiedades del lado nocturno siguen siendo misteriosas: las moléculas pueden formarse allí, pero probablemente solo temporalmente.

## La estrella que orbita
La estrella anfitriona tiene una temperatura de 10.170 K, lo cual es notable, ya que los planetas en tránsito no suelen detectarse en órbita de estrellas calientes; Como referencia, solo seis estrellas de tipo A tenían planetas antes del descubrimiento de KELT-9b (WASP-33, una estrella de tipo A con una temperatura de 7,430 K siendo la más caliente en el momento del descubrimiento de KELT-9b ), y no se conocían estrellas de tipo B (más calientes que las estrellas de tipo A); KELT-9, clasificada como B9.5-A0 o A1 es la primera estrella de tipo B (o, al menos, casi de tipo B) en la que se ha descubierto un planeta.
La estrella KELT-9 tiene solo 300 millones de años, que es joven en tiempo de vida de las estrellas. Es más del doble de grande y casi el doble de caliente que nuestro sol. Dado que la atmósfera del planeta está constantemente expuesta a altos niveles de radiación ultravioleta, el planeta puede incluso estar arrojando una cola de material planetario evaporado como un cometa.

## Descubrimiento
KELT-9b se detectó utilizando el Kilodegree Extremely Little Telescope y los resultados de su naturaleza inusual se publicaron en 2017.

## Atmósfera
Se descubrió que el planeta tenía una atmósfera de hidrógeno ampliamente extendida. El tamaño de la atmósfera está cerca del límite planetario de Roche, lo que implica que la atmósfera planetaria está escapando a una alta tasa de pérdida de masa. El descubrimiento se realizó comprobando la absorción de la línea Balmer Hα cuando el planeta está en tránsito frente a su estrella anfitriona.
La atmósfera del planeta es tan caliente que los elementos refractarios que generalmente serían secuestrados en moléculas pueden existir como especies atómicas, incluido el hierro atómico neutro e individualmente ionizado (Fe y Fe +) y titanio individualmente ionizado (Ti +).